# Новобогданівка (Миколаївський район)
Новобогда́нівка — село в Україні, у Радсадівській сільській громаді Миколаївського району Миколаївської області. Населення становить понад 900 осіб.
Освіта
Новобогданівський ліцей
Туризм
Через село Новобогданівка проходить велосипедний маршрут під назвою «ВелоСкіф», який є частиною туристичної ініціативи Радсадівської об'єднаної територіальної громади (ОТГ) у Миколаївській області. Цей маршрут створено з метою популяризації велотуризму та активного відпочинку серед місцевих жителів і гостей регіону.
Особливості: Маршрут проходить через мальовничі місця громади, включаючи село Новобогданівка, і дозволяє ознайомитися з природними та культурними пам'ятками регіону.

Населення

### Мова
Розподіл населення за рідною мовою за даними перепису 2001 року:
| Мова            | Кількість | Відсоток |
| --------------- | --------- | -------- |
| українська      | 821       | 87.71%   |
| російська       | 102       | 10.90%   |
| румунська       | 8         | 0.85%    |
| білоруська      | 2         | 0.21%    |
| інші/не вказали | 3         | 0.33%    |
| Усього          | 936       | 100%     |

## Постаті
- Конотопенко Олександр Якович (1976 — 2018) — полковник морської піхоти України, учасник російсько-української війни.
- Юшко Денис Павлович (1998 — 2021) український військовий матрос 36-ї окремої бригади морської піхоти,учасник російсько-української війни.